# Železniční trať Benešov nad Ploučnicí – Česká Lípa
Železniční trať Benešov nad Ploučnicí – Česká Lípa (v jízdním řádu pro cestující společně s tratí Liberec – Česká Lípa označena číslem 086, do GVD 2015/2016 byla společně s tratí Děčín – Rumburk označená číslem 081) je jednokolejná železniční trať. Trať byla zprovozněna v roce 1872. Trať prochází Libereckým a Ústeckým krajem. Trať je částí celostátní dráhy.

## Historie
Trať roku vybudovala a do svého zestátnění v roce 1908 provozovala (včetně dopravy) společnost Česká severní dráha (BNB). Provoz byl zahájen 14. července 1872. V letech 1908–1918 patřila trať do sítě Císařsko-královských státních drah (kkStB), po roce 1918 pak Československých státních drah. V letech 1938–1945 ležela trať na území Německé říše a provoz zajišťovaly Německé říšské dráhy (DR), po válce byly provozovatelem opět ČSD, po roce 1993 pak České dráhy (ČD) a po rozdělení provozovatele dráhy a dopravce v roce 1993 Správa železniční dopravní cesty (SŽDC, nynější Správa železnic).

## Navazující tratě

### Benešov nad Ploučnicí
- Železniční trať Děčín – Rumburk, 081, Děčín – Benešov nad Ploučnicí – Česká Kamenice – Jedlová – Rumburk

### Česká Lípa hlavní nádraží
- Železniční trať Bakov nad Jizerou – Jedlová, 080, Bakov nad Jizerou – Doksy – Česká Lípa – Jedlová
- Železniční trať Liberec – Česká Lípa, 086, Liberec – Česká Lípa
- Železniční trať Lovosice – Česká Lípa, 087, Lovosice – Žalhostice – Česká Lípa

## Vlaky
Po této trati v současnosti (2022) jezdí osobní vlaky Liberec – Česká Lípa – Děčín a rychlíky R14B Liberec – Česká Lípa – Děčín – Ústí nad Labem. Osobní vlaky zajišťují  České dráhy, rychlíky od prosince 2020 ARRIVA vlaky.
V roce 2012 mezi nejčastější vozidla jezdící po této trati patřily motorové jednotky Regionova na méně vytížených osobních vlacích nebo soupravy tažené motorovými vozy řady 843 (rychlíky a ostatní osobní vlaky). Až do ukončení pronájmu v roce 2012 se tu vyskytovaly i německé jednotky Siemens Desiro a ještě dříve i motorové vozy řady 810.
V pravidelném provozu tu až do roku 2011 některé rychlíky tahaly i motorové lokomotivy 750 (Brejlovec).
V letním období byl v letech 2009 až 2019 po trati veden i nostalgický spoj "Lužický motoráček", jezdící v trase Liberec – Česká Kamenice (dopravce KŽC Doprava). Ten byl provozován motorovým vozem M 262.0.
Od GVD 2014/2015 měl rychlíky na trase Liberec – Česká Lípa – Děčín – Ústí nad Labem provozovat dopravce na základě plánovaného výběrového řízení Ministerstva dopravy. Celé řízení ale bylo zastaveno a veškerou pravidelnou osobní dopravu dále zajišťovaly ČD. Od 13. prosince 2020 převzala na sedm let provoz rychlíků společnost ARRIVA vlaky.
V roce 2021 ARRIVA na rychlíky nasazovala motorové jednotky 845, na osobních vlacích jezdily zejména motorové jednotky 844, dále soupravy vedené motorovým vozem 843

## Galerie

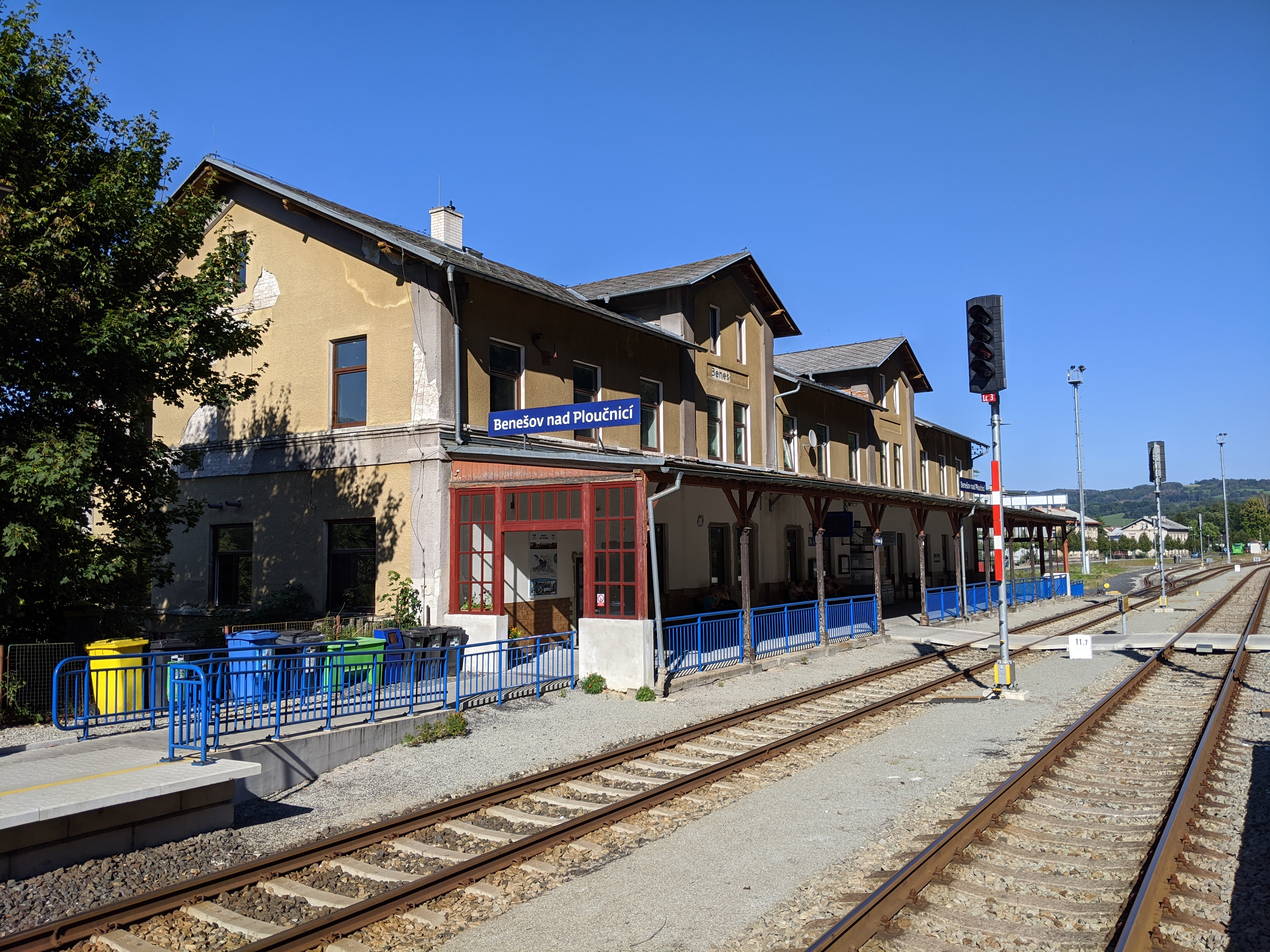
Stanice Benešov nad Ploučnicí
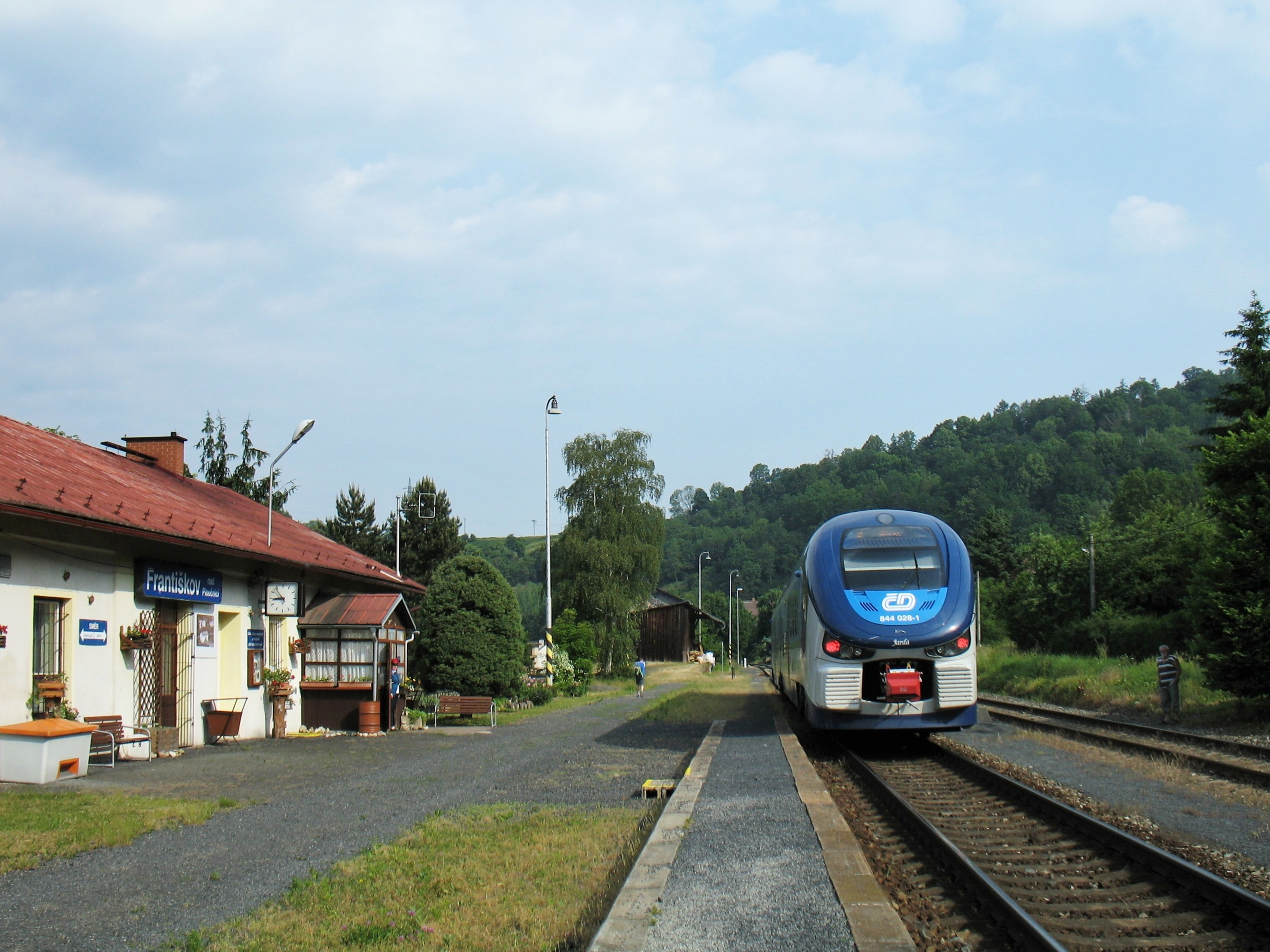
Stanice Františkov nad Ploučnicí
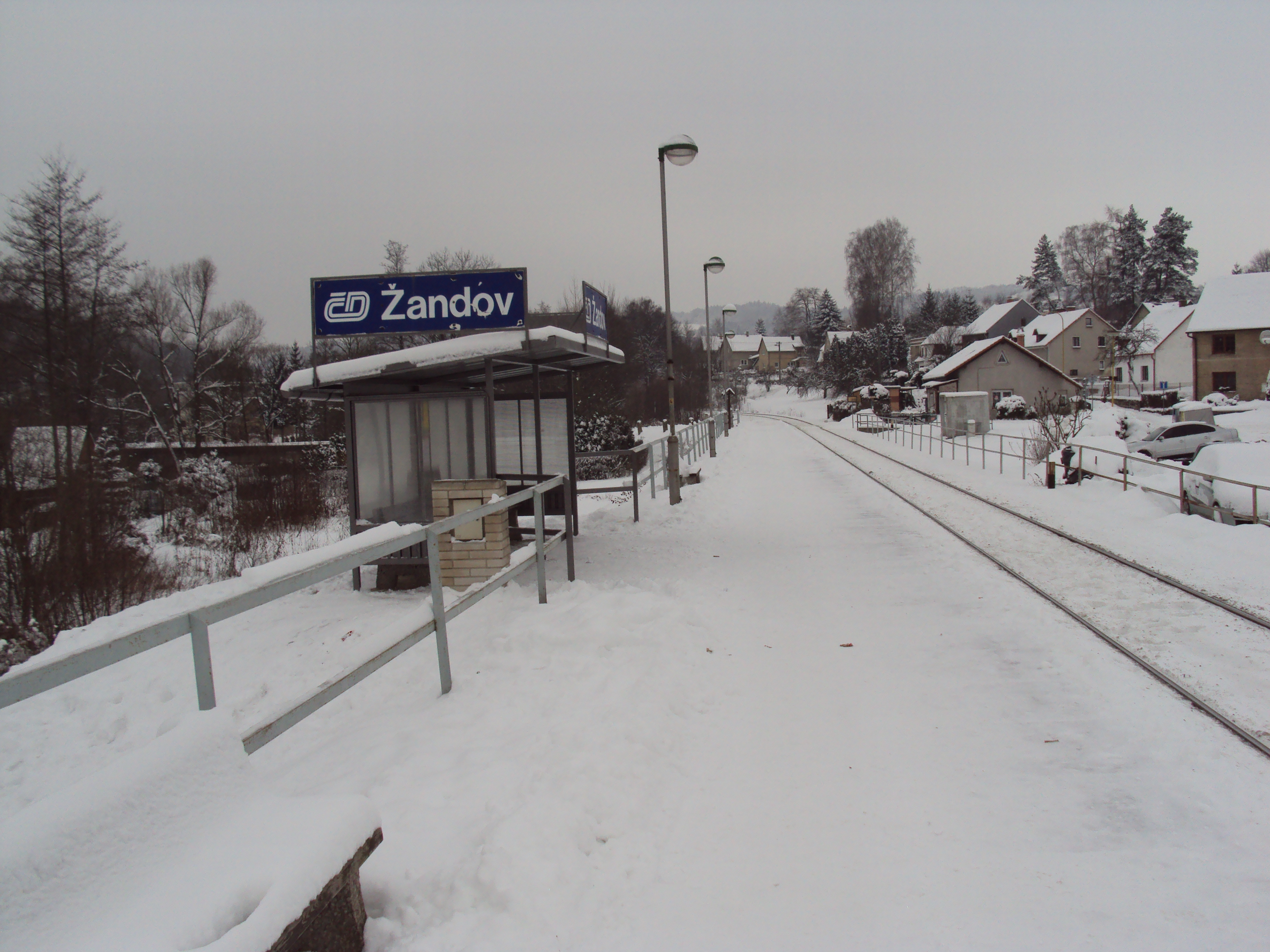
Zastávka Žandov
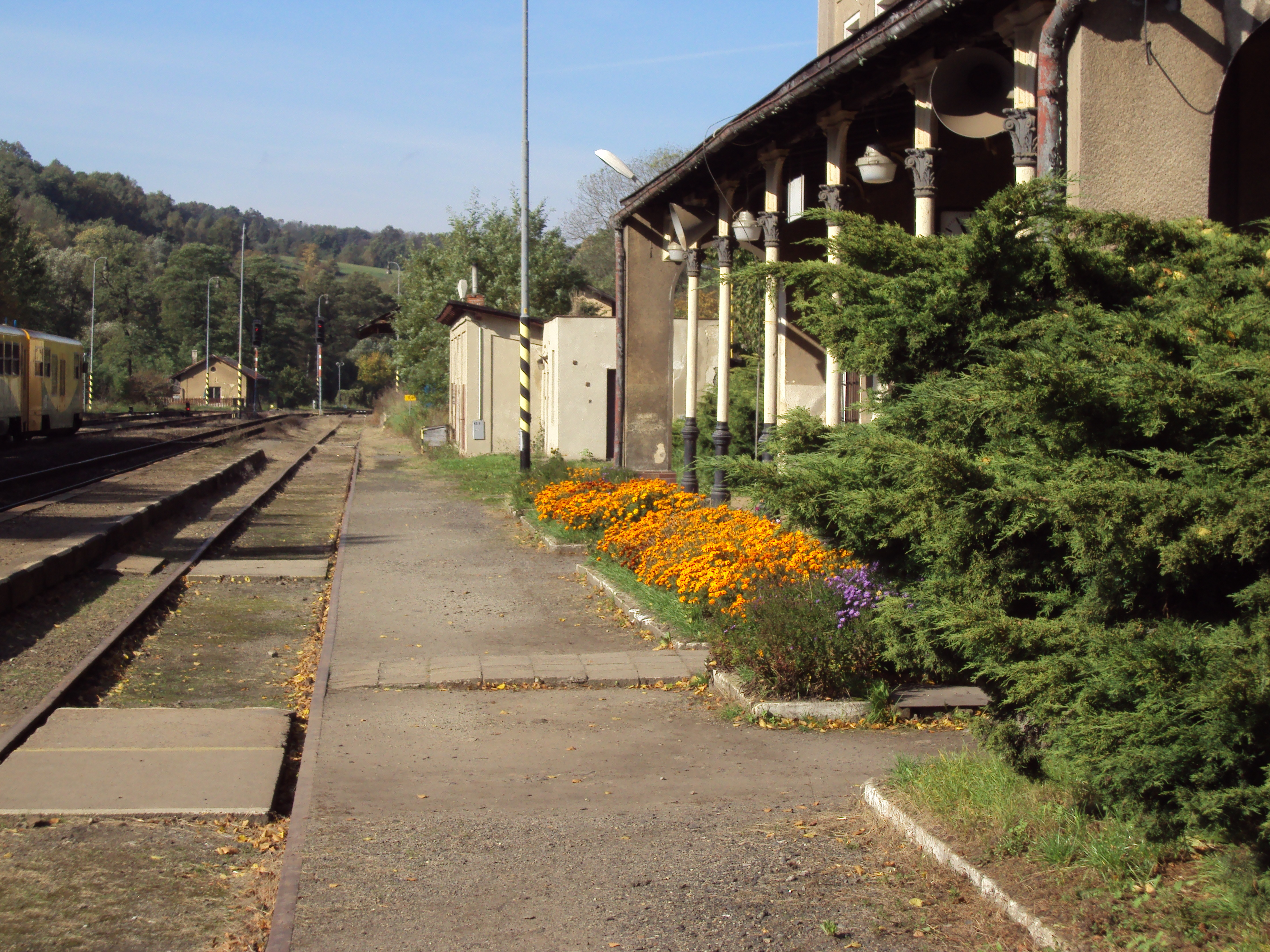
Stanice Horní Police
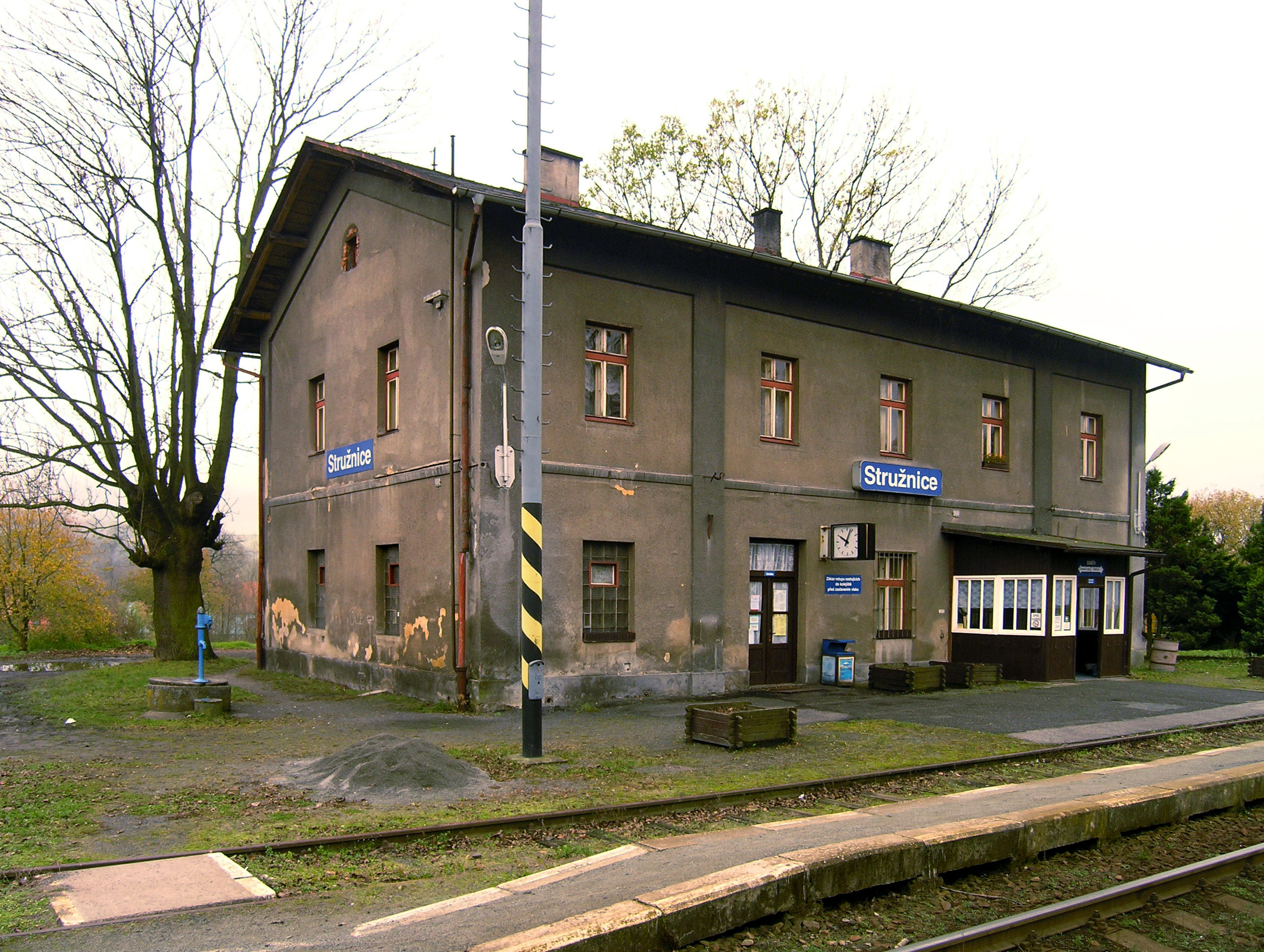
Stanice Stružnice
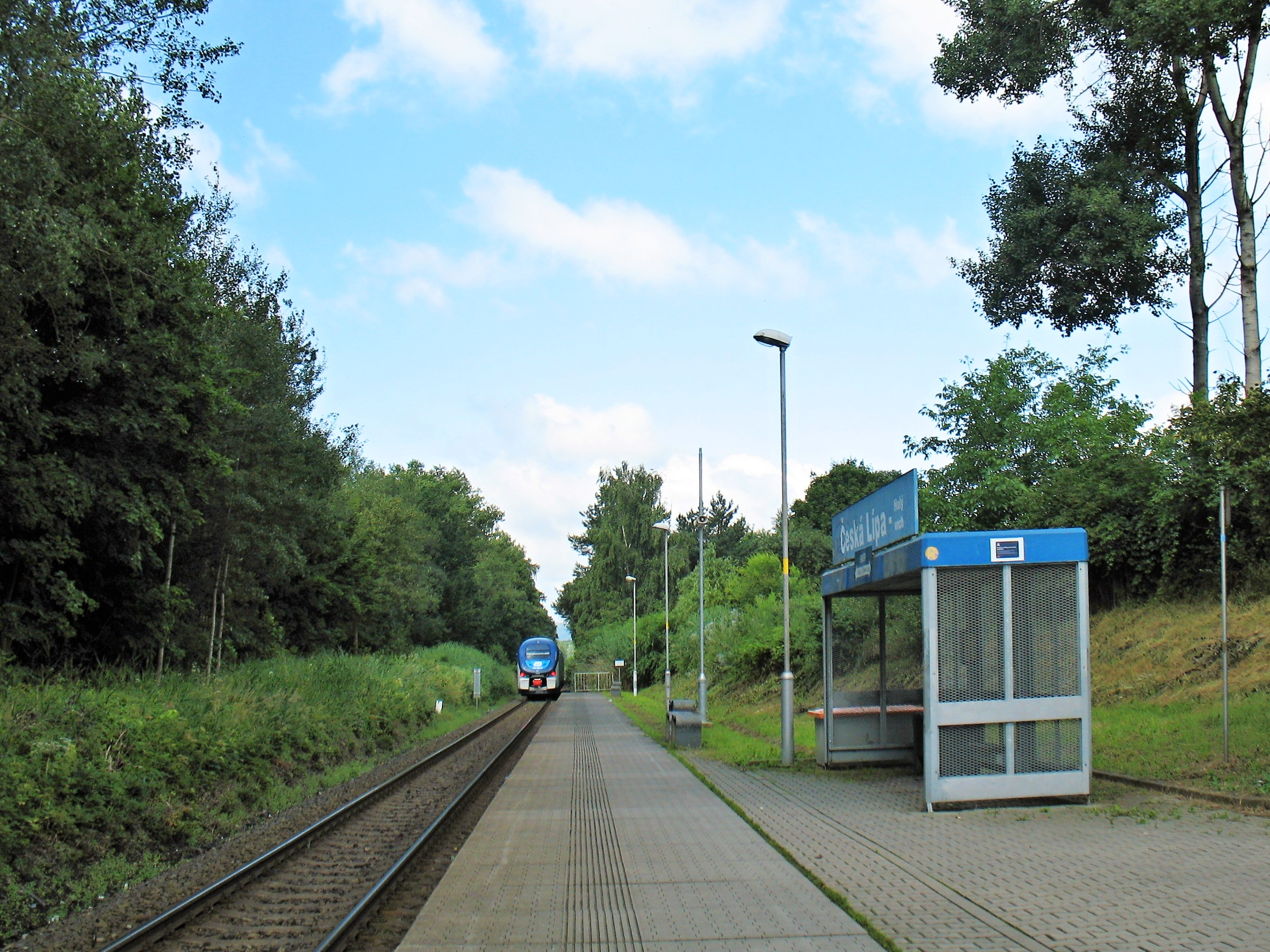
Zastávka Česká Lípa-Holý vrch
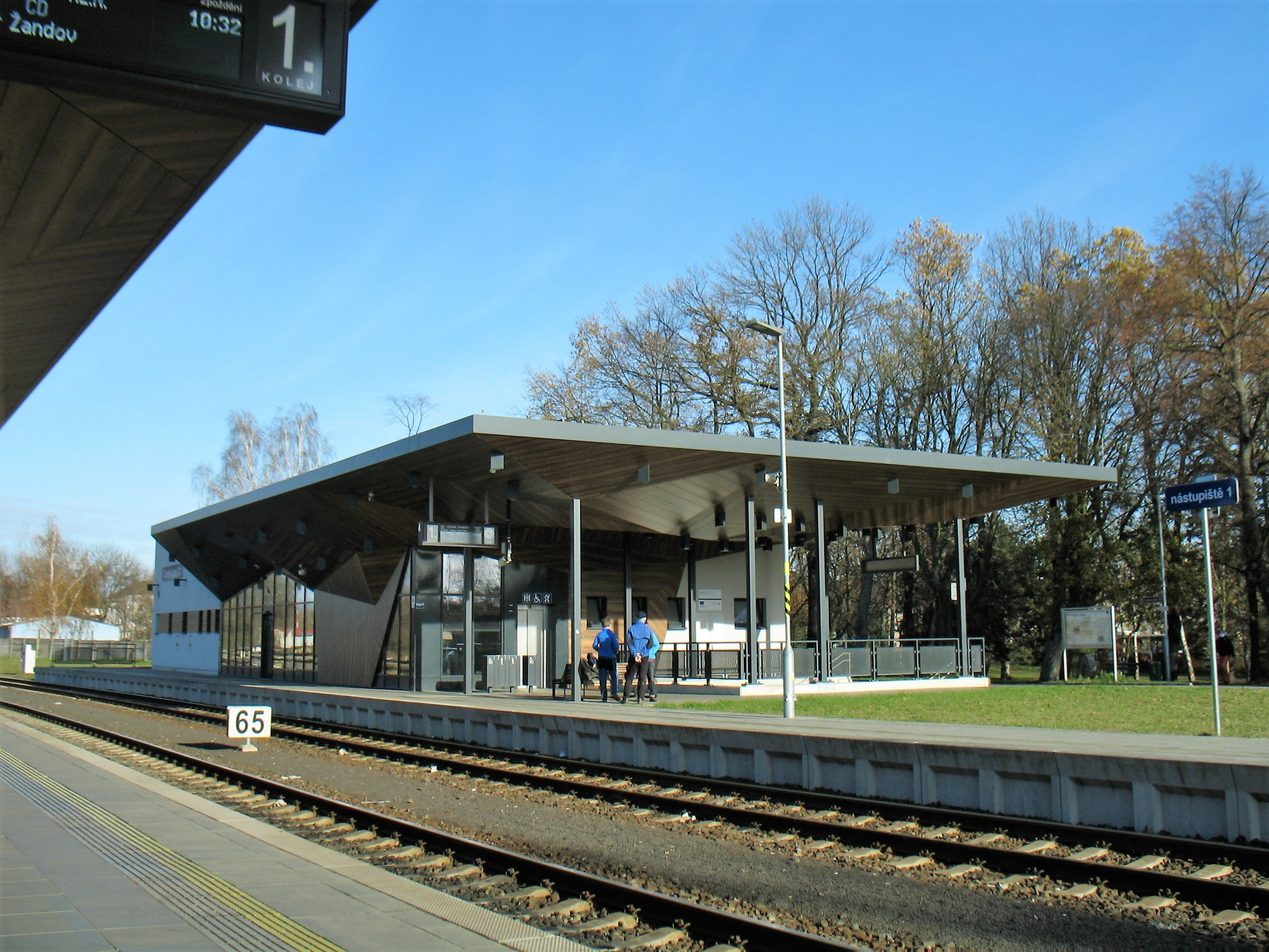
Stanice Česká Lípa hlavní nádraží